# Antonio Vico Camarero
Antonio Vico Camarero (Santiago de Chile, 16 de abril de 1903-Madrid, 20 de marzo de 1972) fue un actor español.

## Biografía
Hijo del también actor José Vico, nieto de Antonio Vico y Pinto y bisnieto de Antonio Vico y López de Adrián, se inicia en la interpretación a la corta edad de ocho años en la compañía de su padre. Su trayectoria profesional se ha centrado fundamentalmente en el teatro. En 1918 entra como meritorio en la compañía de Juan Bonafé y un año después en la de Concha Catalá, y posteriormente forma parte, ya como actor en las de María Palou, Ernesto Vilches e Irene López Heredia. Llegó a crear su propia compañía junto a su esposa la actriz Carmen Carbonell. Según el libro Como hacer buen teatro de Rivas Cherif, fue uno de los precursores del naturalismo en escena rechazando la forma de hacer de sus antecesores lo que le valió que le despidieran de algunas compañías.
Tras la Guerra civil española, forma la compañía denominada Los Cuatro Ases, junto a su esposa, Concha Catalá y Manuel González.
Realizó igualmente una dilatada carrera cinematográfica. Debutó en 1917 con El doctor Rojo y de su trayectoria destacan las películas Patricio miró a una estrella (1934), de José Luis Sáenz de Heredia, El malvado Carabel (1935), de Edgar Neville, El difunto es un vivo (1941) de Ignacio F. Iquino, Novio a la vista (1954), de Luis García Berlanga, Marcelino, pan y vino (1955), de Ladislao Vajda y Mi tío Jacinto (1956) o incluso coproducciones como el Spaghetti Western Por un puñado de dólares (1964).
Continuó trabajando sobre los escenarios con la obra La noche de los cien pájaros, de Jaime Salom hasta pocos días antes de su fallecimiento.
La saga de actores continuó con su hijo Jorge Vico (1933-1977) y su nieto Antonio Vico Rodríguez (casado con la actriz Maribel Lara, 1971-)

## Premios
- Premio Nacional de Teatro (1962)
- Premio del Sindicato Nacional del Espectáculo a toda una vida (1963)
- Homenaje póstumo en la Semana Internacional de Cine Religioso y de Valores Humanos de Valladolid (1972)
- Medalla de oro de Valladolid
- Medalla de Oro del Círculo de Bellas Artes

## Obras de teatro
- Para ti es el mundo (1929)
- Amores y amoríos (1933)
- El nido ajeno (1933)
- Margarita y los hombres (1934)
- Rosas de otoño (1940)
- Y amargaba (1941)
- Agua, aceite y gasolina (1946)
- El aprendiz de amante (1947)
- Dos mujeres a las nueve (1949)
- La señal que se espera (1952)
- Prohibido en otoño (1957)
- Su primer beso (1958)
- Trampa para un hombre solo (1960)
- La dama del alba (1962)[1]
- Pigmalión (1964)
- Un paraguas bajo la lluvia (1965)
- Después de la caída (1965).
- Enseñar a un sinvergüenza (1967)
- Verde doncella (1967)
- Pedro de Urdemalas (1968)
- El enfermo imaginario (1969)
- El décimo hombre (1970)
- Volpone (1970)
- La noche de los cien pájaros (1972)

## Filmografía
- El doctor Rojo (1917)
- El padre Juanico (1923)
- Isabel de Solís, reina de Granada (1931)
- Patricio miró a una estrella (1934)
- El malvado Carabel (1935)
- La hija del penal (1936)
- Currito de la Cruz (1936)
- El genio alegre (1939)
- Los cuatro robinsones (1939)
- Mariquilla Terremoto (1939)
- Boy (1940)
- La gitanilla (1940)
- El difunto es un vivo (1941)
- Su hermano y él (1941)
- Fortunato (1942)
- La chica del gato (1943)
- Serenata española (1947)
- Lluvia de hijos (1947)
- Novio a la vista (1954)
- Manicomio (1954)
- Marcelino pan y vino (1955)
- Mi tío Jacinto (1956)
- Ha pasado un hombre (1956)
- Suspenso en comunismo (1956)
- La ironía del dinero (1957)
- El batallón de las sombras (1957)
- A sud niente di nuovo (1957)
- Les Bijoutiers du clair de lune (1958)
- El sheriff terrible (1962)
- La revoltosa (1963)
- Por un puñado de dólares (1964)
- La chica del gato (1964)
- María Rosa (1965)
- La vuelta (1965)
- La cesta (1965)
- El arte de no casarse (1966)
- Siete mujeres para los MacGregor (1967)
- Llego, veo, disparo (1968)
- Un minuto para rezar, un segundo para morir (1968)
- Más allá de las montañas (1968)
- Metti lo diavolo tuo ne lo mio inferno (1973)